# Sokola Góra (powiat radomszczański)
Sokola Góra – wieś w Polsce położona w województwie łódzkim, w powiecie radomszczańskim, w gminie Wielgomłyny.
W latach 1975–1998 miejscowość administracyjnie należała do województwa piotrkowskiego.
Wieś jest położona na wzniesieniu dominującym nad okolicą. Znana była już w 1399 r.
Charakterystycznym miejscem we wsi jest pochodzący z XIX w. murowany dwór rodziny Walińskich otoczony parkiem. Jest to budowla jednokondygnacyjna z gankiem wspartym na czterech kolumnach. Do roku 2000 miała tu swoją siedzibę szkoła podstawowa, obecnie dworek jest własnością prywatną i został wraz z parkiem przez nowego właściciela odnowiony. W parku można obejrzeć przywiezioną z Wenecji figurkę Matki Boskiej i obelisk z popiersiem Tadeusza Kościuszki.
Właściciel majątku, Czesław Waliński, zbudował we wsi w 1904 r. gorzelnię, funkcjonującą do niedawna. We wsi znajduje się remiza OSP, dwa sklepy i kaplica.

## Zabytki
Według rejestru zabytków Narodowego Instytutu Dziedzictwa na listę zabytków wpisane są obiekty:
- zespół dworski:
  - dwór, XIX w., 2003, nr rej.: A/51 z 16.01.2008
  - park, pocz. XIX w., nr rej.: A/52 z 31.08.1983 i z 14.09.1993